# Lennart Larsson (narciarz)
Lennart Nils Olov Larsson (ur. 7 lutego 1930 w Granbergsträsk koło Skellefteå, zm. 26 marca 2021 w Skellefteå) – szwedzki biegacz narciarski, brązowy medalista olimpijski oraz mistrz świata.

## Kariera
Pierwszy sukces osiągnął w 1956 roku, kiedy wraz z Gunnarem Samuelssonem, Perem-Erikiem Larssonem i Sixtenem Jernbergiem zdobył brązowy medal  w sztafecie 4 × 10 km podczas igrzysk olimpijskich w Cortinie d’Ampezzo. Na tych samych igrzyskach był też ósmy w biegach na 15 i 30 km. Na rozgrywanych cztery lata później igrzyskach w Squaw Valley był czwarty w sztafecie i biegu na 50 km, a na dystansie 30 km zajął piąte miejsce. W międzyczasie wystartował na mistrzostwach świata w Lahti w 1958 roku, razem z Jernbergiem, Sture Grahnem i Perem-Erikiem Larssonem zdobywając złoty medal w sztafecie. W startach indywidualnych zajął tam czternaste miejsce na 15 km i piętnaste na dystansie 50 km. Wystąpił także w biegu na 15 km podczas mistrzostw świata w Zakopanem w 1962 roku, zajmując jedenaste miejsce.

## Osiągnięcia

### Igrzyska olimpijskie
| Miejsce | Dzień       | Rok  | Miejscowość       | Konkurencja             | Czas biegu | Strata  | Zwycięzca         |
| ------- | ----------- | ---- | ----------------- | ----------------------- | ---------- | ------- | ----------------- |
| 8.      | 27 stycznia | 1956 | Cortina d’Ampezzo | 30 km stylem klasycznym | 1:44:06    | +2:50   | Veikko Hakulinen  |
| 8.      | 30 stycznia | 1956 | Cortina d’Ampezzo | 15 km stylem klasycznym | 49:39,0    | +1:24,0 | Hallgeir Brenden  |
| 3.      | 4 lutego    | 1956 | Cortina d’Ampezzo | Sztafeta 4 × 10 km      | 2:15:30,0  | +2:12,0 | ZSRR              |
| 5.      | 19 lutego   | 1960 | Squaw Valley      | 30 km stylem klasycznym | 1:51:03,9  | +2:49,3 | Sixten Jernberg   |
| 4.      | 25 lutego   | 1960 | Squaw Valley      | Sztafeta 4 × 10 km      | 2:18:45,6  | +2:46,2 | Finlandia         |
| 4.      | 27 lutego   | 1960 | Squaw Valley      | 50 km stylem klasycznym | 2:59:06,3  | +4:21,6 | Kalevi Hämäläinen |

### Mistrzostwa świata
| Miejsce | Dzień     | Rok  | Miejscowość | Konkurencja             | Czas biegu | Strata   | Zwycięzca        |
| ------- | --------- | ---- | ----------- | ----------------------- | ---------- | -------- | ---------------- |
| 14.     | 4 marca   | 1958 | Lahti       | 15 km stylem klasycznym | 48:58,3    | +1:47,3  | Veikko Hakulinen |
| 1.      | 6 marca   | 1958 | Lahti       | Sztafeta 4 × 10 km      | 2:18:15,0  | -        | -                |
| 15.     | 8 marca   | 1958 | Lahti       | 50 km stylem klasycznym | 2:56:21,9  | +11:31,6 | Sixten Jernberg  |
| 11.     | 20 lutego | 1962 | Zakopane    | 15 km stylem klasycznym | 55:22,8    | +1:58,0  | Assar Rönnlund   |